# Patihan (Widang)
Patihan is een bestuurslaag in het regentschap Tuban van de provincie Oost-Java, Indonesië. Patihan telt 3252 inwoners (volkstelling 2010).